# Aermacchi Ala Verde
L'Ala Verde è una motocicletta costruita dall'Aermacchi dal 1959 al 1972.

## Il contesto e l'evoluzione
La moto nasce come versione sportiva dell'Ala Azzurra 250 cm³. A tal fine il motore, il classico monocilindrico orizzontale Aermacchi derivato da quello della poco apprezzata Chimera, è potenziato a 16 CV dai 13,7 dell'Ala Azzurra attraverso un carburatore da 24 mm (anziché da 22), rapporto di compressione incrementato e valvola di aspirazione maggiorata. Il motore, dotato di cambio a quattro rapporti, è montato a sbalzo su un telaio in tubo d'acciaio e lamiera, altra caratteristica delle moto costruite alla Schiranna.
Nuova l'estetica, caratterizzata da un serbatoio di foggia poco convenzionale con una "gobba" verso la sella, sellone con codino, manubrio basso e ruote da 17". La Casa dichiarava una velocità massima di 140 km/h. L'Ala Verde fu piuttosto gradita dalla clientela, che ne apprezzava la tenuta di strada, la velocità, il consumo e i freni; punti deboli si rivelarono il comando del cambio a bilanciere e la tendenza, in piega, a toccare l'asfalto.
Nel 1963 l'Aermacchi, partecipata da tre anni dall'Harley-Davidson, lanciò sul mercato la seconda serie dell'Ala Verde, che si distingueva dalla versione originale per diverse modifiche meccaniche (lubrificazione potenziata, frizione a quattro dischi anziché a tre, impianto elettrico rinnovato, forcellone rinforzato) ed estetiche (cambiano il manubrio, le cassette laterali e lo scarico). Si rese disponibile come optional il cambio a 5 rapporti.
Il 1967 fu l'anno della nascita della terza serie dell'Ala Verde. La monocilindrica varesina subì un nuovo restyling, in seguito al quale cambiarono il serbatoio (peraltro simile al precedente), i parafanghi, la sella, gli attacchi del faro e la forcella. Le ruote passarono a 18", riducendo il pericolo di toccare in curva.
Del 1970 è l'arrivo dell'ultima serie dell'Ala Verde. In quell'anno cambiò la grafica del serbatoio, l'impianto elettrico (incluso il blocchetto dei comandi) e i parafanghi. Il motore è potenziato a 18 CV, ha di serie il cambio a 5 marce e la frizione ha cinque dischi. Cambia anche la ruota anteriore, che passa a 19".
La produzione dell'Ala Verde cessò nel luglio 1972. Il ruolo di moto sportiva nella gamma Aermacchi fu preso dalla 350 TV.